# Френк Луміс
Френк Фармер Луміс молодший (англ. Frank Farmer Loomis Jr.; нар. 22 серпня 1896 — пом. 4 квітня 1971) — американський легкоатлет, який спеціалізувався в бігу з бар'єрами.

## Із життєпису
Олімпійський чемпіон з бігу на 400 метрів з бар'єрами (1920).
Неодноразовий чемпіон США.
Ексрекордсмен світу з бігу на 400 метрів з бар'єрами.

## Основні міжнародні виступи
| Рік  | Змагання         | Місто     | Місце | Дисципліна |
| ---- | ---------------- | --------- | ----- | ---------- |
| 1920 | Олімпійські ігри | Антверпен | 1     | 400 м з/б  |